# Psorosina hammondi
Psorosina hammondi är en fjärilsart som beskrevs av Riley 1872. Psorosina hammondi ingår i släktet Psorosina och familjen mott. Inga underarter finns listade i Catalogue of Life.